# Nabis lineatus
Nabis lineatus är en insektsart som beskrevs av Anders Gustav Dahlbom 1851. Nabis lineatus ingår i släktet Nabis, och familjen fältrovskinnbaggar. Arten är reproducerande i Sverige.